# 天津德租界工部局
天津德租界工部局是设置于天津德租界内的最高行政机构，也是天津德租界董事会的执行机构。成立于清光绪三十二年（1906年），总部设在天津德租界。

## 形成
天津德租界成立之初，租界地由德国驻天津的领事馆直接管辖，后来，随着天津德租界里的侨民逐渐增多，租界里的行政管理权逐渐移交给德国本国的侨民，天津德租界便建立起了自己的行政机构。清同治元年（1862年），天津德租界随天津英租界和天津法租界建立起天津德租界董事会，董事会下设的执行机构为天津德租界工部局。

## 董事会
天津德租界成立之初，租界内的行政、司法事务都由德国驻津领事馆管理，天津德租界内的土地所有权和一切修建工程费用都由德华银行处理和垫付。后来，原德国驻天津领事馆组织德国租界公司统辖德华银行在天津经营的事项。清光绪二十六年（1900年）之后扩充的新界由原德国驻天津领事馆直接管辖并指派一位副领事负责。清光绪三十二年（1906年），由德国侨民组成的天津德租界董事会接管天津德租界旧界内的行政、财务、工程和卫生等事项，德国驻天津总领事为董事长，对天津德租界董事会的决定行使否决权和监察权，但不直接处理天津德租界内的一切行政事务。天津德租界董事会由天津德租界内的徳裔侨民公开选举董事会会员，社有1名会长和1名办事员。天津的租界董事会每届任期为一年，每星期召开一次董事会议，专门议决本届董事会所面对的各种事项。

## 执行机构
清光绪三十二年（1906年），德国政府批准设立天津德租界董事会下设德执行机构-天津德工部局后，天津德租界内的行政、治安、财务、捐税、财政、房地产和公用等事业才统由天津的租界工部局管理。天津的租界工部局下设一个巡捕房来掌管天津德租界内的治安工作，巡捕房内有105名巡捕，均为中国人充当，巡捕头目为德国人。

## 结束
第一次世界大战爆发后，1917年8月14日，中华民国政府宣布接收天津德租界，改为天津特别行政区一区。德国战败後，德国政府声明承担《凡尔赛和约》中有关在华租界条款，除青岛等地被日本占领外，中国政府正式将天津德租界收回，天津德租界工部局宣告结束。